# The Honor of His House
The Honor of His House er en amerikansk stumfilm fra 1918 af William C. deMille.

## Medvirkende
- Sessue Hayakawa som Grev Ito Onato
- Florence Vidor som Lora Horning
- Jack Holt som Robert Farlow
- Mayme Kelso som Mrs. Proudweather
- Kisaburô Kurihara som Sato